# Lista de episódios de La casa de papel
La casa de papel é uma série de televisão espanhola do gênero de filmes de assalto. Criada por Álex Pina para a rede televisiva espanhola Antena 3, a série estreou em 2 de maio de 2017, sendo protagonizada por Úrsula Corberó, Álvaro Morte, Itziar Ituño, Pedro Alonso, Alba Flores, Miguel Herrán, Jaime Lorente, Paco Tous e María Pedraza.
No final de 2017, a Netflix adquiriu os direitos globais de transmissão da série  e reeditou os 15 episódios originais em 22 episódios.   A Netflix renovou oficialmente a série para uma terceira parte em 2018,  que estreou em 19 de julho de 2019. A quarta parte estreou em 3 de abril de 2020.A quinta parte
foi dividida em dois volumes: o primeiro volume estreou em 3 de setembro de 2021 e o segundo volume estreou em 3 de dezembro de 2021.

## Resumo
| Temporada | Temporada | Parte | Episódios | Episódios | Originalmente exibido | Originalmente exibido  | Originalmente exibido |
| Temporada | Temporada | Parte | Episódios | Episódios | Estreia da temporada  | Final da temporada     | Emissora              |
| --------- | --------- | ----- | --------- | --------- | --------------------- | ---------------------- | --------------------- |
|           | 1         | 1     | 15        | 9         | 2 de maio de 2017     | 27 de junho de 2017    | Antena 3              |
|           | 1         | 2     | 15        | 6         | 16 de outubro de 2017 | 23 de novembro de 2017 | Antena 3              |
|           | 2         | 3     | 16        | 8         | 19 de julho de 2019   | 19 de julho de 2019    | Netflix               |
|           | 2         | 4     | 16        | 8         | 3 de abril de 2020    | 3 de abril de 2020     | Netflix               |
|           | 3         | 5     | 10        | 10        | 3 de setembro de 2021 | 3 de dezembro de 2021  | Netflix               |

## Episódios

### Primeira temporada (2017)
| Parte 1 |    |                               |                               | |                        |      |
| 1 | 1  | "Efectuar lo acordado"        | Jesús Colmenar                | Álex Pina & Esther Martínez Lobato                                                                                           | 2 de maio de 2017      | 4.09 |
| Artisticamente guiado por um homem misterioso chamado "O Professor", um grupo de ladrões: Tóquio, Rio, Berlim, Nairobi, Denver, Moscou, Oslo e Helsinque invadem a Casa da Moeda Real da Espanha em macacões vermelhos e máscaras de Salvador Dalí e tomam conta de 67 reféns como parte de seu plano de imprimir e escapar com € 2,4 bilhões. A investigadora policial Raquel Murillo é encarregada do caso, mas ela permanece completamente inconsciente de que a mente por trás do assalto está se aproximando dela e se aproximando mais do que ela jamais poderia ter imaginado. |    |                               |                               | |                        |      |
| 2 | 2  | "Imprudencias letales"        | Miguel Ángel Vivas            | Álex Pina, Esther Martínez Lobato, Javier Gómez Santander, Pablo Roa, Fernando Sancristóbal & David Barrocal                 | 9 de maio de 2017      | 3.04 |
| Os assaltantes começam a imprimir o dinheiro enquanto Arturo Román, um dos reféns, começa a fazer planos para fugir, auxiliado por sua secretária e amante Mónica Gaztambide, que está grávida de seu filho. Ela é pega com um celular escondido e Berlim manda Denver matá-la. Enquanto isso, Rio comete um erro que leva à descoberta da identidades dele e de Tóquio pela polícia. |    |                               |                               | |                        |      |
| 3 | 3  | "Errar al disparar"           | Álex Rodrigo                  | Álex Pina, Esther Martínez Lobato & David Barrocal                                                                           | 16 de maio de 2017     | 2.64 |
| Acreditando que Denver executou Mónica sob as ordens de Berlim, Moscou, o pai de Denver, está devastado e tenta se entregar, mas é dissuadido por seu próprio filho. Nesse meio tempo, o relacionamento de Raquel com seu novo amigo, Salva, se torna mais íntimo, totalmente alheio ao fato de que é um pseudônimo assumido pelo Professor. |    |                               |                               | |                        |      |
| 4 | 4  | "Caballo de Troya"            | Alejandro Bazzano             | Álex Pina, Esther Martínez Lobato, Javier Gómez Santander, Pablo Roa, Fernando Sancristóbal & David Barrocal                 | 23 de maio de 2017     | 2.65 |
| Raquel envia seu parceiro policial Ángel Rubio disfarçado com uma equipe médica que é permitida dentro da Casa da Moeda para tratar Arturo, que foi erroneamente baleado pela polícia. No entanto, Professor vê através de seu movimento e vem com seu próprio plano para obter uma vantagem sobre ela, inserindo um microfone nos óculos de Ángel. |    |                               |                               | |                        |      |
| 5 | 5  | "El día de la marmota"        | Jesús Colmenar                | Álex Pina, Esther Martínez Lobato, Javier Gómez Santander, Pablo Roa, Fernando Sancristóbal & David Barrocal                 | 30 de maio de 2017     | 2.36 |
| O Professor corre à frente da polícia para se livrar de uma importante prova que pode colocar em risco seus planos, suas impressões digitais em um carro em um ferro-velho que Helsinque esqueceu de destruir. Enquanto isso, Denver trata Mónica em um local secreto depois que ele atirou em sua perna para forjar sua execução, e eles acabam se tornando mais próximos. |    |                               |                               | |                        |      |
| 6 | 6  | "La cálida guerra fría"       | Miguel Ángel Vivas            | Álex Pina, Esther Martínez Lobato, Javier Gómez Santander & Fernando Sancristóbal                                            | 6 de junho de 2017     | 2.47 |
| Enquanto o Professor sai correndo do ferro-velho, um homem o vê. O Professor ameaça matar a família do homem se o composto facial de sua descrição se parecer com ele. Berlim descobre que Denver não matou Mónica como ordenada e acreditando que sua identidade foi exposta por causa dele, chega perto de executá-lo por sua desobediência. |    |                               |                               | |                        |      |
| 7 | 7  | "Refrigerada inestabilidad"   | Álex Rodrigo                  | Álex Pina, Esther Martínez Lobato, Pablo Roa & Esther Morales                                                                | 13 de junho de 2017    | 2.42 |
| Os ladrões iniciam um plano para usar os reféns para prender a polícia e ganhar mais tempo, mas Raquel aproveita a oportunidade para revelar um segredo que Berlim manteve dos outros - ele só tem alguns meses para viver devido a uma doença terminal - aumentando a desconfiança entre eles e tenta convencer Rio a se render. |    |                               |                               | |                        |      |
| 8 | 8  | "Tú lo has buscado"           | Alejandro Bazzano             | Álex Pina, Esther Martínez Lobato, Javier Gómez Santander, Pablo Roa & Fernando Sancristóbal                                 | 20 de junho de 2017    | 2.07 |
| Raquel perde sua confiança em Ángel, que não tem conhecimento do microfone que os ladrões plantaram em seus óculos, enquanto Arturo prepara outro plano para escapar, mas fica arrasado ao descobrir o caso de Mónica e Denver. Ángel, que é retirado do caso, está em coma após um acidente de carro enquanto estava bêbado, descobriu a identidade do professor através de impressões digitais tiradas de sua fábrica de sidra - uma fachada para seu esconderijo. |    |                               |                               | |                        |      |
| 9 | 9  | "El que la sigue la consigue" | Jesús Colmenar                | Álex Pina, Esther Martínez Lobato, Javier Gómez Santander, Pablo Roa, Fernando Sancristóbal & Esther Morales                 | 27 de junho de 2017    | 2.19 |
| Graças ao plano de Arturo, 16 reféns conseguem escapar e Oslo está à beira da morte depois de ser espancado por alguns dos reféns. Antes de seu acidente de carro, Ángel deixou vários correios de voz no celular de Raquel, bem como um em seu telefone fixo, exclamando que Salva era quem estava por trás do assalto. A mãe de Raquel, que tem a doença de Alzheimer, ouve a mensagem de Ángel, escreve, e tenta ligar para o telefone de Raquel. Quando Raquel não responde, ela chama Salva para ele passar a mensagem. O professor percebe que ele deve matar a mãe de Raquel. Ele vai até a casa dela e envenena seu café, mas não consegue fazer isso e tira o copo da mão dela. Quando ela acha que foi sua culpa, ele percebe que ela tem a doença de Alzheimer e simplesmente apaga as mensagens. Mais tarde, Raquel leva Salva para Toledo e encontra a vila dos ladrões, onde planejaram o assalto. |    |                               |                               | |                        |      |
| Parte 2 |    |                               |                               | |                        |      |
| 10 | 10 | "Se acabaron las máscaras"    | Álex Rodrigo                  | Álex Pina, Esther Martínez Lobato, Javier Gómez Santander, Pablo Roa, Fernando Sancristóbal & Esther Morales                 | 16 de outubro de 2017  | 1.99 |
| Uma equipe de policiais é levada para a vila descoberta e procura através de "evidências" plantadas pelo Professor anteriormente. O ex-marido de Raquel, Alberto, é chamado para liderar o exame forense e encontra evidências queimadas sobre o professor na chaminé. Salva pega uma carona de volta para Madri com Alberto e propositalmente causa uma briga com Alberto, deixando-o inconsciente por um curto período de tempo, tempo suficiente para apagar aquela prova que pode comprometê-lo. Quando Alberto acorda, ele prende o professor e o leva para a cadeia. O professor usa o banheiro na prisão e se bate para fazer parecer que foi feito por Alberto. Ele chama Raquel, que ajuda a libertá-lo. Enquanto isso, os assaltantes começam a perder a esperança depois de muitas horas sem notícias do Professor, e Tóquio começa um motim depois de ficar inquieto. Berlim amarra Tóquio a uma mesa e a leva para fora da Casa da Moeda, onde é capturada pela polícia. |    |                               |                               | |                        |      |
| 11 | 11 | "La cabeza del plan"          | Alejandro Bazzano             | Álex Pina, Esther Martínez Lobato, Javier Gómez Santander, Pablo Roa, Fernando Sancristóbal, Esther Morales & David Barrocal | 23 de outubro de 2017  | 1.73 |
| Depois que Berlim entrega Tóquio para a polícia por ameaçá-lo, Rio quer vingança. Agora, como um dos reféns, Rio une forças com Arturo em outro plano de fuga com a ajuda de Mónica. Berlim chega perto de matar o Rio. |    |                               |                               | |                        |      |
| 12 | 12 | "Cuestión de eficacia"        | Javier Quintas                | Álex Pina, Esther Martínez Lobato, Javier Gómez Santander, Pablo Roa, Fernando Sancristóbal, Esther Morales & David Barrocal | 2 de novembro de 2017  | 1.57 |
| Pela promessa do Professor de que ele libertará Tóquio da polícia, Rio reencontra os ladrões e os ajuda a parar com o último plano de fuga de Arturo. Enquanto isso, Raquel prepara uma armadilha para o professor, criando uma farsa que Ángel acordou do coma, na esperança de atraí-lo para o hospital para acabar com ele antes que ele possa identificar o Professor. O Professor, cético em relação ao anúncio, lança dezenas de palhaços no hospital e se veste como um, misturando-se à multidão enquanto confirma a fraude. Mais tarde, enquanto Salva se encontra com Raquel em um café, um cabelo laranja de sua peruca de palhaço foi deixado em sua jaqueta, o que chama a atenção de Raquel, finalmente percebendo que Salva é o professor. |    |                               |                               | |                        |      |
| 13 | 13 | "¿Qué hemos hecho?"           | Jesús Colmenar e Álex Rodrigo | Álex Pina, Esther Martínez Lobato, Javier Gómez Santander, Pablo Roa, Fernando Sancristóbal & David Barrocal                 | 9 de novembro de 2017  | 1.53 |
| Percebendo que Salva é O Professor, Raquel o detém e o interroga na vila. O Professor admite que se apaixonou por ela, e ela faz um teste de polígrafo nele. Enquanto isso, Arturo é punido por suas múltiplas tentativas de fuga e Moscou revela um segredo para Denver que ele deixou sua mãe quando ele era jovem, porque ela era uma viciada em drogas, o que cria uma divisão entre pai e filho. Enquanto Tóquio é transportada para a prisão, ela é libertada por homens enviados pelo Professor. Ela anda de moto diretamente na Casa da Moeda, evitando ser baleada pela polícia quando Moscou abre a porta. |    |                               |                               | |                        |      |
| 14 | 14 | "A contrarreloj"              | Alejandro Bazzano             | Álex Pina, Esther Martínez Lobato, Javier Gómez Santander, Pablo Roa, Fernando Sancristóbal & David Barrocal                 | 16 de novembro de 2017 | 1.48 |
| Moscou é gravemente ferido por um tiro policial depois de ajudar Tóquio a voltar para a Casa da Moeda e a polícia se recusar a enviar ajuda. Os ladrões então correm para terminar seu túnel de fuga. O Professor sai da vila sob a mira de uma arma por Raquel, mas ela é emocionalmente incapaz e não está disposta a impedi-lo de fugir. Coronel Prieto, Suárez e Alberto confrontam Raquel e a afastam do caso depois que identificam o Professor como Salva (Sergio), que eles acreditam que Raquel está cooperando devido a sinais feitos de torres de celular locais por telefonemas do Professor para Raquel. Com a arma e o distintivo removidos, ela pega o distintivo de Ángel e começa a conduzir sua própria investigação, examinando imagens de vigilância de restaurantes para determinar a rota que o Professor tirou de seu esconderijo. Quando ela sai, Ángel acorda. |    |                               |                               | |                        |      |
| 15 | 15 | "Bella ciao"                  | Jesús Colmenar e Álex Rodrigo | Álex Pina, Esther Martínez Lobato, Javier Gómez Santander, Pablo Roa, Fernando Sancristóbal, Esther Morales & David Barrocal | 23 de novembro de 2017 | 1.80 |
| A polícia, liderada por Suárez, lança um ataque contra a Casa da Moeda para libertar os reféns e capturar os ladrões. Os ladrões correm para escapar com o dinheiro que imprimiram nas 125 horas dentro da Casa da Moeda, cerca de metade do seu tempo planejado na Casa da Moeda de 11 dias. Como resultado, o total de dinheiro impresso também foi menor que o planejado € 2,4 bilhões, tendo sido impressos € 984 milhões. Raquel encontra o esconderijo do professor e ela está amarrada. Enquanto ela está lá, Ángel liga para o telefone, pedindo para falar com ela pessoalmente. Raquel e o Professor beijam apaixonadamente e ele a deixa ir. A polícia prende-a no hospital momentos depois ela diz a Ángel que ela sabe onde é o esconderijo do professor, mas não vai dizer-lhes porque ela "não sabe quem são os mocinhos". Ángel é perguntado pelo coronel Prieto onde o esconderijo do professor é, mas ele retém a informação. Quando o Coronel Prieto ameaça Raquel com várias acusações que assegurariam que sua filha seja tirada dela, ela finalmente lhe dá o endereço do esconderijo. A polícia corre para o esconderijo. Com a polícia dentro da Casa da Moeda, Berlim luta contra eles para que o resto dos ladrões possam fugir a tempo, embora o professor peça que ele venha. Berlim insistentemente continua e é finalmente baleado várias vezes. Os ladrões restantes, com a adição de Mónica, escapam com sucesso da Casa da Moeda, através do túnel, levando ao esconderijo do Professor minutos antes da chegada da polícia. Um ano após o assalto, é relatado que Raquel havia deixado a polícia, os ladrões fugiram com cerca de € 1 bilhão e seu paradeiro ainda é desconhecido. Raquel olha para alguns cartões postais dados a ela anteriormente pelo Professor, que ela percebe que tem coordenadas neles, e quando reunidos, dão uma localização em Palawan, Filipinas. Ela viaja até lá e encontra o professor e sorri. |    |                               |                               | |                        |      |

### Segunda temporada (2019-2020)
| Parte 3 |    |                                                                |                             | |                       |
| 16 | 1  | "Hemos vuelto" "Estamos de volta"                              | Jesús Colmenar              | Álex Pina, Javier Gómez Santander                                                                          | 19 de julho de 2019   |
| Mais de dois anos após o assalto, Arturo discursa para uma grande multidão condenando os membros fugitivos da quadrilha que o mantinham refém na Casa da Moeda. Enquanto isso, Tóquio e Rio se mudaram para Guna Yala, Panamá, Nairóbi e Helsinque para La Pampa, Argentina, e Denver, Mónica e seu bebê para Java, na Indonésia. Querendo uma mudança de cenário, Tóquio deixa Rio em Guna Yala e vai para a cidade. Quando ela sai, Rio dá a ela um dos dois telefones para que eles ainda possam se comunicar, telefones que ele comprou no mercado negro de Casablanca de um líbio que afirma não ter registro. Três dias depois, os dois usam os telefones e seu sinal é imediatamente detectado pela Europol. A polícia panamenha prende e prende Rio, mas Tóquio escapa. Ela liga para o Professor usando uma linha segura e é transportada para a Tailândia, onde eles se encontram. Enquanto isso, Rio é torturado. O Professor, ao lado de Raquel, reúne a turma para resgatar Rio. O Professor convoca três novos membros, Bógota, Palermo e Marselha, para a quadrilha e começa a planejar um ataque ao Banco da Espanha |    |                                                                |                             | |                       |
| 17 | 2  | "Aikido" "Aikido"                                              | Jesús Colmenar              | Álex Pina, Javier Gómez Santander, Juan Salvador López, Luis Moya, Alberto Úcar, David Barrocal            | 19 de julho de 2019   |
| O Professor inicia o plano de assaltar o Banco da Espanha usando aeronaves para liberar dinheiro em Madri. O governo responde mobilizando o exército, que os ladrões usam para fornecer cobertura e entrada no Banco. Em flashbacks, o professor recruta Martín, um ladrão experiente e ex-associado para substituir Berlim (Andrés). O Professor e Martín (agora codinome "Palermo") explicam que sua estratégia para esse assalto é baseada no Aikido, uma arte marcial que usa a força do inimigo para criar uma vantagem. Quando os ladrões entram no Banco, o sentimento público se manifesta ao lado deles sob a forma de protestos e revoltas em massa pelo governo contra a prisão ilegal de Rio, exigindo que ele seja julgado publicamente. |    |                                                                |                             | |                       |
| 18 | 3  | "48 metros bajo el suelo" "48 metros de profundidade"          | Jesús Colmenar              | Álex Pina, Javier Gómez Santander, Juan Salvador López, Luis Moya                                          | 19 de julho de 2019   |
| Enquanto comandavam o Banco, os ladrões se envolvem em uma série de intensos conflitos com guardas e funcionários do governo. Palermo está temporariamente cego na luta, mas mantém o comando depois que Nairobi remove estilhaços de vidro de seus olhos e os guardas são contidos. Os ladrões localizam cúmplices entre os reféns que foram previamente plantados no Banco e vão trabalhar na abertura do cofre, que é projetado para inundar. Bógota, usa sua experiência em mergulho e soldagem para superar o bloqueio, concedendo acesso ao ouro. Nos flashbacks, Andrés e Martín explicam o plano de invadir o cofre, explicando que cada etapa do plano exige 100% de comprometimento e perfeição para funcionar, sem deixar espaço para erros. |    |                                                                |                             | |                       |
| 19 | 4  | "Bum, Bum, Ciao" "Bum, bum, tchau"                             | Koldo Serra                 | Javier Gómez Santander, Álex Pina, Juan Salvador López, Luis Moya, Esther Martínez Lobato                  | 19 de julho de 2019   |
| A equipe começa a próxima fase do assalto, enquanto o Professor se dirige aos novos funcionários do governo da diretoria de inteligência. O coronel Tamayo e Alicia Sierra provam ser adversários formidáveis, pois percebem rapidamente que precisam mudar drasticamente suas estratégias desde o primeiro assalto. Sierra tortura Rio para obter mais informações e Tamayo planeja um ataque completo à Casa da Moeda com Suárez. Os ladrões revelam que conhecem um segundo cofre secreto por trás do ouro e tentam convencer o governador do banco a abri-lo para eles. Quando ele se recusa, Denver o acerta, provocando uma convulsão; eles o ressuscitam e usam explosivos. |    |                                                                |                             | |                       |
| 20 | 5  | "Las cajas rojas" "Caixas vermelhas"                           | Koldo Serra                 | Javier Gómez Santander, Álex Pina, Juan Salvador López, Luis Moya                                          | 19 de julho de 2019   |
| Um interesse amoroso entre Palermo e Helsinque é revelado. Não havendo outra opção, os ladrões detonam a porta interna do cofre dentro da câmara principal inundada. Funciona e concede a eles acesso às "caixas vermelhas" - caixas cheias de segredos do governo que eram perigosos demais para serem bloqueados em qualquer outro lugar. O ataque de Tamayo começa, pegando os ladrões e o Professor de surpresa. Para perder tempo e impedir o derramamento de sangue, Denver corre para a linha de fogo com uma bandeira de trégua carregando dois dos estojos vermelhos, o que força Tamayo a parar. Ele revela a Sierra o conteúdo dos casos e que o Professor tem a vantagem - um ataque pode forçar os ladrões a tornar públicos os segredos. No entanto, Sierra é capaz de desequilibrar o Professor e Raquel Murillo (agora codinome "Lisboa"), com insultos psicológicos. Dentro do banco, a equipe se divide quando Nairóbi e Palermo discordam sobre o uso da força nos guardas rebeldes. Nairóbi revela seu amor por Helsinque e repreende Palermo por não agir sobre seus sentimentos por Berlim quando ele estava vivo. |    |                                                                |                             | |                       |
| 21 | 6  | "Todo pareció insignificante" "Tudo parecia insignificante"    | Alex Rodrigo                | Javier Gómez Santander, Álex Pina, Juan Salvador López, Luis Moya, Ana Boyero                              | 19 de julho de 2019   |
| Em flashbacks, o Professor discute os planos para o banco com Martín, Andrés e o interesse amoroso de Andrés, Tatiana, onde fica imediatamente alarmado com o quanto ela sabe. Andrés a defende, afirmando que ele está apaixonado, mas o professor discorda veementemente, argumentando que a primeira regra do assalto deve ser abrir mão de ligações pessoais. No presente, Sierra planeja neutralizar a alavancagem de chantagem do Professor, liberando informações falsas para a mídia. Tamayo concorda e organiza uma segunda violação liderada por Suárez. O Professor e Lisboa discutem e perdem a comunicação com a equipe dentro do banco. Tendo confiado no transporte móvel e na transmissão, eles ficam presos quando uma árvore quebra sua antena e as rodas afundam na lama. Eles escapam por pouco da detecção com a ajuda de alguns agricultores locais simpáticos. Eles então conseguem informar à equipe a violação 10 minutos antes que ela aconteça, que derrota, captura, veste e humilha a equipe violada, forçando-os a cantar "Bella ciao" em vídeo. Não havendo outra opção, Tamayo e Sierra concordam em liberar Rio em troca da equipe infratora e dos 40 reféns. |    |                                                                |                             | |                       |
| 22 | 7  | "Pequeñas vacaciones" "Férias curtas"                          | Alex Rodrigo                | Javier Gómez Santander, Álex Pina, Almudena Ramírez-Pantanella, Ana Boyero, Juan Salvador López, Luis Moya | 19 de julho de 2019   |
| Sierra prepara Rio para ser libertado em um hospital militar. Na troca, Rio fica chocado com as multidões reunidas em apoio aos ladrões, vestindo macacões vermelhos e máscaras de Dalí. A troca prossegue sem problemas e ele se junta aos ladrões. Durante a reunião, a equipe de inteligência da polícia e do governo escuta suas conversas, tendo plantado um dispositivo de escuta dentro do Rio antes de liberá-lo. Em flashbacks, o professor instrui a equipe, preparando-os para detectar e remover esses dispositivos cirurgicamente do Rio, se chegar a hora. Depois de falar com o Rio, o professor diz que merece "umas férias", a frase em código que confirma que ele está com escutas. Ele instrui Tóquio a agir normalmente, apesar do aparelho auditivo, pois espera usar a intimidade sexual deles para convencer a polícia de que o aparelho auditivo está funcionando. Privadamente, Rio termina com Tóquio, acreditando que ela estará melhor com outra pessoa. Nairobi remove cirurgicamente o dispositivo de escuta. A polícia consegue localizar o Professor e Lisboa usando um drone, forçando-os a se separar e tentar escapar a pé; o Professor se camufla em uma árvore, enquanto Lisboa é incapaz, ela se refugia em um celeiro. |    |                                                                |                             | |                       |
| 23 | 8  | "La deriva" "À deriva"                                         | Jesús Colmenar              | Javier Gómez Santander, Álex Pina, Almudena Ramírez-Pantanella, Emilio Díez, Luis Moya                     | 19 de julho de 2019   |
| Tóquio se embriaga como resultado de sua separação e insulta Rio como um mecanismo de enfrentamento para sua dor emocional. Na floresta, uma caçada massiva começa para encontrar o Professor e Raquel. Raquel é descoberta no celeiro por um fazendeiro e sua esposa, que inicia um impasse no México e uma negociação entre Raquel e os fazendeiros. Os ladrões criam uma distração para fazer a polícia pensar que estão fugindo, afastando recursos da caçada humana. Depois, Sierra planeja usar o filho de Nairobi, a quem ela perdeu a custódia por usá-lo como mula, como um peão para desestabilizar psicologicamente Nairobi enquanto a polícia prepara um ataque completo ao banco usando um carro blindado. Suárez e seus homens se aproximam da posição de Raquel, que negocia com os agricultores sua liberdade, oferecendo uma recompensa maior do que a da polícia. Sierra leva o filho de Nairobi, Axel, em frente ao banco, atraindo Nairobi a uma janela. Sierra dá sinal verde para que um atirador de elite da polícia atire; Nairobi leva um tiro no peito. Enquanto os ladrões tentam ajudar Nairóbi exsanguinante, a polícia começa o ataque. Na floresta, Suárez e a Guarda Civil encontram Raquel e retiram os agricultores do celeiro. O Professor ouve tiros no microfone de Raquel e, pensando que ela é executada, ele fica perturbado. Palermo envia um rádio ao professor para informá-lo sobre o ataque e o professor declara DEFCON 2, significando guerra. Tóquio e Rio correm para a posição de tiro com RPG-7s e disparam contra o carro blindado que se aproxima, destruindo-o. É revelado que Raquel está viva e sob custódia, com Tóquio narrando que o professor havia caído em sua própria armadilha, que Sierra ordenou que Suárez falsificasse uma execução para obter uma resposta drástica, afirmando que "a guerra havia começado". |    |                                                                |                             | |                       |
| Parte 4 |    |                                                                |                             | |                       |
| 24 | 9  | "Game Over" "Fim de jogo"                                      | Koldo Serra                 | Esther Morales, Ana Boyero, Jaun Salvador López                                                            | 3 de abril de 2020    |
| A gangue corre para salvar a vida de Nairóbi, mas diante dos riscos que a cirurgia pode causar, ela pede que seja liberada à polícia para que possa receber os devidos cuidados. Enquanto isso, o professor, inicialmente perturbado por acreditar que Lisboa fora executada, consegue escapar da floresta depois que Marselha atrai a polícia com um rastreador, fazendo com que eles acreditem ser o professor que está escapando. Depois que uma discussão entre membros da gangue se desenvolve sobre a decisão de realizar uma cirurgia em Nairóbi, Tóquio começa a ter flashbacks do dia que Nairóbi a convence que ela deve pedir ao professor para ser a líder do assalto, no entanto o professor insiste que Palermo é o único dos três idealizadores originais do assalto que estaria dentro do banco, portanto ele estará no comando. De qualquer forma Tóquio realiza um golpe de estado contra Palermo e lidera a cirurgia com o auxílio de vídeo de um cirurgião no Paquistão, enquanto isso o professor consegue uma trégua com Tamayo por 48 horas para avaliar Nairóbi e passa a ter flashbacks com Marselha sobre o dia de um dos casamentos de Berlim, em que os dois estavam presentes junto a Palermo e Bogotá. Durante a situação, Arturo tenta desestabilizar Denver para que ele o agrida, na intenção de Estocolmo notar que Denver é agressivo e instável. |    |                                                                |                             | |                       |
| 25 | 10 | "La boda de Berlín" "Casamento de Berlim"                      | Javier Quintas              | Ana Boyero, Jaun Salvador López, Emilio Díez, Luis Moya                                                    | 3 de abril de 2020    |
| Por fim, Tóquio lidera a cirurgia bem-sucedida de Nairóbi, com a gangue removendo a bala cortando uma parte de seu pulmão. Com Tóquio no comando após o golpe de estado, Palermo decide simplesmente sair do banco. Enquanto isso, Lisboa é transportada para a tenda da polícia do lado de fora do banco, onde é interrogada por Sierra. Tóquio liga para o professor, que está furioso com o golpe, no entanto, Tóquio o ajuda a deduzir que a polícia encenou a execução de Lisboa e que ela está sendo interrogada dentro da tenda da polícia, além de que Palermo fora detido de sair do banco e amarrado sendo colocado juntos aos reféns. Em flashbacks, Marselha, Palermo, Bogotá e o professor celebram felizes o casamento de Berlim com Tatiana, mas o professor expressa preocupação com Berlim por se casar, já que ele tem uma doença terminal. Ao ser espancado por Denver, Arturo consegue fazer Estocolmo abominar tais ações dizendo que não pode mais estar perto de Denver. Logo após, Arturo passa a se aproximar da refém antes assistente do governador. Palermo decide ajudar Gandía que está algemado ao seu lado, a se libertar na intenção de semear o caos para que ele consiga voltar a liderança do assalto. O professor decide ir até Madrid para ver com seus próprios olhos que Lisboa está viva, sendo contido por Maselha que pede para que ele siga com o plano, já que tal decisão não estava prevista no assalto. Na tenda da policia, Sierra diz a Lisboa que, se ela cooperar e entregar o professor, sua provável sentença de 30 anos seria potencialmente reduzida para 10 anos e que ela poderia até sair em 5. O professor e Marselha entram em confronto, mas por fim chegam ao consenso de partir. Em Madri, os dois entram no apartamento do assistente do Coronel Tamayo, Antoñanzas, para negociar, mas ele pula da janela para a piscina se chocando com o tranpolim e caindo supostamente morto na piscina. |    |                                                                |                             | |                       |
| 26 | 11 | "Lección de anatomía" "Aula de anatomia"                       | Álex Rodrigo                | Ana Boyero, Jaun Salvador López                                                                            | 3 de abril de 2020    |
| O professor e Marselha ajudam Antoñanzas a sair da piscina e o convencem a fazer tarefas por eles, oferecendo a ele 1 milhão de euros. Eles colocam seu apartamento com bombas falsas como álibi se a polícia o descobrir trabalhando para o professor. Antoñanzas admite que Lisboa está sendo interrogada na tenda; o professor dá-lhe o relógio para usar, para que Lisboa saiba que o professor sabe que ela está viva e sendo mantida pela polícia na tenda. O ex-marido de Lisboa, Alberto, examina a ambulância que o professor e Lisboa usaram para transporte e transmissão móvel e encontra um cartão SIM para telefone que Lisboa tentou destruir. Embora queimado, o cartão SIM pode ser analisado e a polícia encontra uma ligação que foi feita para Mindanao, Filipinas - onde a mãe e a filha de Lisboa estão hospedadas. Sierra diz a Lisboa que eles sabem onde moram e permite que Lisboa ligue para elas para que possam sair antes que a polícia apareça. No momento em que Lisboa está prestes a telefonar, Antoñanzas coloca um café na mesa e, percebendo que ele está usando o relógio do professor, ela para. Em flashbacks, o professor levanta dúvidas da capacidade de Palermo em trabalhar em equipe. No presente, Palermo cria o caos para restabelecer seu comando, conspirando com Gandía, o chefe de segurança do Banco da Espanha; ele desloca os polegares para escorregar pelas algemas, como auxiliado verbalmente por Palermo. Rio, guardando os reféns, é emocionalmente incapaz de impedir Gandía de escapar. Nairobi fica consciente. |    |                                                                |                             | |                       |
| 27 | 12 | "Suspiros de España" "Suspiros da Espanha"                     | Jesús Colmenar              | Emilio Díez, Luis Moya                                                                                     | 3 de abril de 2020    |
| A turma corre para encontrar Gandía. Gandía já encontrou Nairobi e tenta sufocá-la com um travesseiro, mas ela é capaz de esfaqueá-lo no pescoço com uma agulha; ele foge quando a gangue corre em direção à Nairobi. Mais tarde, Gandía quase mata Helsinque ao amarrar uma corda no pescoço dele. Bogotá e Tóquio salvam Helsinque. Antes de Gandía se retirar para uma sala secreta de pânico, ele corta os cabos de telecomunicações que tornam inoperantes as câmeras do professor no banco. A sala do pânico está equipada com armas e um centro de comunicação, que Gandía usa para se comunicar com Tamayo. Tamayo diz a ele que eles estão em trégua com o professor, mas ele quer coordenar um ataque. Antoñanzas diz ao professor que Gandía está se comunicando com a polícia de uma sala de pânico e, enquanto o professor transmite essas informações a Tóquio, Gandía a acerta por trás. |    |                                                                |                             | |                       |
| 28 | 13 | "5 minutos antes" "5 minutos antes"                            | Koldo Serra, Álex Rodrigo   | Ana Boyero, Jaun Salvador López, Emilio Díez, Luis Moya                                                    | 3 de abril de 2020    |
| Em flashbacks, Denver e Moscou perguntam ao professor se Juanito, afilhado de Moscou, pode se juntar a eles no assalto, mas o professor não acha que é uma boa ideia. No presente, Gandía restringe Tóquio à sala do pânico e anuncia no interfone do banco que ele tem Tóquio e que Palermo foi quem ajudou a sua fuga. Em flashbacks, Berlin diz ao professor que as dezenas de reféns poderiam iniciar uma rebelião em algum momento, e que seria sensato ter um membro infiltrado como refém para difundir a situação, se surgir. O professor, Moscou e Denver encontram Juanito, que agora é uma mulher trans chamada Julia. No presente, ela se apresenta como refém no banco e passa por "Manila". Palermo admite ao professor que o que Gandía disse é verdade; o professor garante que ele será punido mais tarde e ordena que o grupo o liberte. Os ladrões continuam a derreter o ouro na fundição - 43,5 toneladas naquele momento. Enquanto estão no elevador de carga, Bogotá e Nairobi se beijam apaixonadamente e ela diz que eles devem se casar quando saírem do banco. Quando Rio e Denver entram no elevador, Gandía joga uma granada nele assim que as portas se fecham e os dois abafam a granada com seus coletes à prova de balas e capacetes. Eles sobrevivem à explosão e a gangue corre para sua posição. Enquanto acontece um tiroteio entre Gandía e todos os membros da quadrilha, com exceção de Tóquio e Nairóbi. Gandía escapa através de uma abertura de duto que o leva para o local em que Nairobi está, e ele a rende. |    |                                                                |                             | |                       |
| 29 | 14 | "KO técnico" "Nocaute técnico"                                 | Javier Quintas              | Esther Martínez Lobato, Emilio Díez, Luis Moya                                                             | 3 de abril de 2020    |
| A gangue ouve os tiros de Nairobi e eles correm para onde ela está. Gandía abre um buraco através da porta e força a cabeça dela enquanto ele amarra as mãos na porta. Em flashbacks, Nairobi pede que o professor seja o pai de seu filho por fertilização in vitro, porque ela acredita que o professor tenha bons genes. Inicialmente ele é contrário à ideia, porém mais tarde concorda. No presente, embora a sala de pânico não esteja presente nas plantas do banco, o Professor deduz a localização da sala de pânico nas proximidades do escritório do governador - atrás do banheiro do governador. O professor diz isso a Palermo. Tamayo e Suárez planejam um ataque ao banco. Enquanto isso, o professor envia Marselha à Argélia, onde a polícia torturou Rio, para reunir informações. Gandía solta Nairóbi e a usa para escapar enquanto o grupo o acompanha. Quando ele foge, ele atira na cabeça de Nairóbi, matando-a instantaneamente - Denver lança uma granada que fere Gandía. |    |                                                                |                             | |                       |
| 30 | 15 | "Tumbar la carpa" "Derrube a barraca"                          | Koldo Serra                 | Emilio Díez, Luis Moya, Ana Boyero, Jaun Salvador López                                                    | 3 de abril de 2020    |
| Em um flashforward, Gandía se comunica com Tamayo, dizendo que ele eliminou Nairobi e Tóquio e que ele está indo para o telhado, onde ele precisa de um helicóptero. No presente, Gandía, ferido, volta ao quarto de pânico. A turma descobre o túnel para a sala de pânico atrás do banheiro do governador. Palermo informa o professor que Nairobi foi morta. Enquanto isso, a polícia usa robôs para desarmar uma bomba na entrada da frente do banco. Tamayo liga para o centro de comunicações de Gandía, mas os cabos de telecomunicações são cortados por Bogotá antes que ele possa atender. O professor diz à quadrilha que faça um buraco na sala de pânico e injete gás narcótico para incapacitar Gandía antes de resgatar Tóquio. O professor leva as pessoas a colocar cartazes em todo Madri que exibem a face do Rio com o título "enterrado vivo" e transmite nacionalmente um vídeo do Rio relatando sua detenção ilegal pela polícia e sua tortura. Tamayo insiste que eles terão que negar veementemente essas acusações à imprensa. Enquanto isso, o professor convoca Benjamín, pai de Manila, e sua equipe para participar de um plano de libertação de Lisboa. Em uma entrevista coletiva, o coronel Pietro nega as acusações de Rio, mas Marselha obriga um homem que participou da tortura do Rio na Argélia a corroborar a história do Rio, que é transmitida nacionalmente por vídeo durante a conferência de imprensa. Isso acaba com os planos de Tamayo, e ele cancela o ataque ao banco. Tamayo diz a Sierra que ela deve assumir a culpa e, embora seja demitida, ela será paga com fundos de reserva e promete que ela não será presa. Enquanto isso, Gandía desamarra Tóquio para remover o estilhaço de suas costas; ela o derruba inconsciente e o grupo a liberta. O professor então transmite nacionalmente um vídeo de si mesmo, expondo a detenção ilegal de Lisboa dentro da barraca do lado de fora do banco. O Ministério do Interior assume a custódia de Lisboa e a remove da tenda. |    |                                                                |                             | |                       |
| 31 | 16 | "Plan París" "Plano Paris"                                     | Jesús Colmenar              | Ana Boyero, Emilio Díez, Luis Moya, Jaun Salvador López                                                    | 3 de abril de 2020    |
| Em flashbacks, Berlim confronta Palermo sobre seus sentimentos óbvios por ele, e também revela seus próprios sentimentos por Palermo. Eles se beijam apaixonadamente, no entanto, Berlim diz que deve se separar e desistir do plano porque seu amor interferiria demais. No momento, Sierra admite à imprensa que havia usado o filho de Nairóbi para atraí-la à janela a ser baleada, que mais tarde foi morta pelo chefe de segurança do banco, Gandía, apoiado pelo coronel Tamayo, e que o Rio foi enterrado vivo. Tamayo assiste seu discurso televisionado com nojo. Benjamín e Marselha vão a um restaurante chinês para começar a construir um túnel que leva ao estacionamento da Suprema Corte, onde Lisboa é levada para testemunhar. Enquanto isso, Gandía é contido e recupera a consciência. Como Sierra é demitida e os procedimentos legais são iniciados contra ela, ela começa uma perseguição ao Professor por conta própria. Sierra deduz que Antoñanzas deve ser uma toupeira e localiza sua esposa. Sierra extrai informações dela de que ele foi encontrado na piscina com dois amigos no meio da noite. Sierra segura o guarda de segurança do prédio à mão armada para obter as imagens da câmera de segurança e encontra as imagens de Antoñanzas sendo ajudado a sair para fora da piscina pelo Professor, bem como a placa do carro no estacionamento. Enquanto isso, o professor transmite um sinal de uma vaga de estacionamento falso, para que Benjamín e sua equipe possam perfurar o buraco na garagem e resgatar Lisboa sem serem notados pelos guardas. No banco, a quadrilha obriga Gandía ligar para Tamayo, dizendo que ele planeja iniciar outro ataque. Enquanto isso, Benjamín e sua equipe se disfarçam de juiz, advogado e prisioneiro, e quando Lisboa é escoltada do tribunal pela garagem, eles assumem o controle dos guardas. Eles os amarram com bombas, trazem uma mulher disfarçada de Lisboa e os forçam a seguir sua rota normalmente programada para fora da garagem. Lisboa rasteja pelo túnel da garagem até o restaurante chinês. Quando a gangue dispara suas armas, eles forçam Gandía dizer para Tamayo, que ele está indo para o telhado e pede para ser transportado de helicóptero. O professor intercepta o pedido de Tamayo por um helicóptero e traz o seu, adquirido no mercado negro, pilotado por Marselha para transportar Lisboa para o banco. A turma cria um ardil no telhado para criar a impressão de que Gandía está lutando. Lisboa, disfarçada de polícia, desce para o telhado e se reúne com a gangue; eles aplaudem e gritam "pela Nairobi!" Sierra encontra o esconderijo do professor e o segura à mão armada. |    |                                                                |                             | |                       |
| Parte 5 |    |                                                                |                             | |                       |
| 32 | 17 | "El final del camino" "Fim de jogo"                            | Jesús Colmenar, Koldo Serra | Javier Gómez Santander                                                                                     | 3 de setembro de 2021 |
| O Professor enfrenta Sierra. Tamayo convoca o exército, dificultando as negociações. No passado, Berlim se encontra com uma pessoa da família. |    |                                                                |                             | |                       |
| 33 | 18 | "¿Crees en la reencarnación?" "Você acredita em reencarnação?" | Jesús Colmenar              | Javier Gómez Santander                                                                                     | 3 de setembro de 2021 |
| Arturo aproveita uma oportunidade para colocar em prática uma vingança pessoal. Lisboa faz uma descoberta importante. |    |                                                                |                             | |                       |
| 34 | 19 | "El espectáculo de la vida" "Bem-vindos ao show da vida"       | Jesús Colmenar              | Javier Gómez Santander                                                                                     | 3 de setembro de 2021 |
| Uma traição e uma emergência pegam Sierra de surpresa. O exército se aproxima, e Palermo mobiliza o grupo. |    |                                                                |                             | |                       |
| 35 | 20 | "Tu sitio en el cielo" "Seu lugar no céu"                      | Jesús Colmenar              | Javier Gómez Santander                                                                                     | 3 de setembro de 2021 |
| Com a vida de Helsinki em perigo, o grupo organiza um contra-ataque. Anos antes, Berlim e o filho realizam o primeiro roubo juntos. |    |                                                                |                             | |                       |
| 36 | 21 | "Vivir muchas vidas" "Muitas vidas para viver"                 | Jesús Colmenar              | Javier Gómez Santander                                                                                     | 3 de setembro de 2021 |
| Encurralada na cozinha no meio de um tiroteio, Tóquio recorda seu primeiro amor e o dia em que conheceu o Professor. |    |                                                                |                             | |                       |

## Audiência
| Parte | Parte | Ep. 1 | Ep. 2 | Ep. 3 | Ep. 4 | Ep. 5 | Ep. 6 | Ep. 7 | Ep. 8 | Ep. 9 | Ep. 10 | Audiência |
| ----- | ----- | ----- | ----- | ----- | ----- | ----- | ----- | ----- | ----- | ----- | ------ | --------- |
|       | 1     | 4.090 | 3.041 | 2.646 | 2.655 | 2.366 | 2.474 | 2.420 | 2.070 | 2.196 | 1.995  | 2.595     |
|       | 2     | 1.737 | 1.571 | 1.539 | 1.487 | 1.80  | N/A   | N/A   | N/A   | N/A   | N/A    | 1.627     |